# یواس‌سی‌جی‌سی الم (دبلیوال‌بی-۲۰۴)
یواس‌سی‌جی‌سی الم (دبلیوال‌بی-۲۰۴) (به انگلیسی: USCGC Elm (WLB-204)) یک کشتی است که طول آن ۲۲۵ فوت (۶۹ متر) می‌باشد. این کشتی در سال ۱۹۹۵ ساخته شد.